# William Edward Parry
Pour les articles homonymes, voir Parry.
Sir William Edward Parry, né le 19 décembre 1790 et mort le 8 ou le 9 juillet 1855, est un amiral de la Royal Navy, explorateur de l'Arctique et hydrographe.

## Expéditions
Capitaine de l' Isabelle, en 1818, il effectue un premier voyage arctique à la recherche du passage du Nord-Ouest avec John Ross, capitaine de l' Alexander. Il visite alors la côte nord-ouest du Groenland

### Première expédition

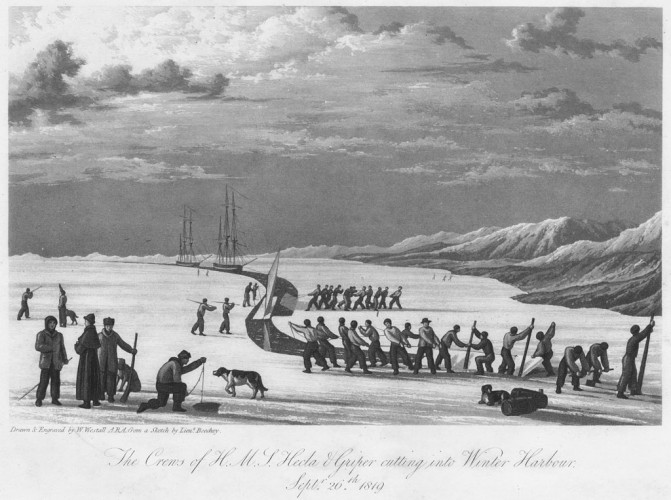
Une gravure d'un journal publié en 1921.

L'amirauté renvoie presque immédiatement en 1819 le HMS Hecla et le HMS Griper sous le commandement de William Edward Parry dans une expédition arctique et James Clark Ross l'accompagne. Ross prend part activement aux recherches scientifiques et Parry l'honore en nommant le cap James Ross de l'île Melville de son nom. Les navires sont régulièrement bloqués par la glace en hiver dans ces zones froides, imposant aux équipages d'hiverner.
Bien que l'expédition, partie pour trouver le passage du Nord-Ouest, soit stoppée à 112° 51', c'est la plus réussie des expéditions arctiques du début du XIXe siècle. En ayant dépassé le 110° ouest, l'équipage empoche la récompense et environ 1 000 km de côtes sont cartographiés.

### Deuxième expédition
En mai 1821, Parry organise une deuxième expédition et Ross l'accompagne de nouveau. Celle-ci comprend les navires HMS Hecla et HMS Fury. L'expédition part de la baie d'Hudson mais stoppe au golfe de Boothia en ayant passé deux hivers bloquée par les glaces, le premier à l'île de Winter et le second près d'Igloolik. Parry cartographie des terres, et sert également comme naturaliste et botaniste, étudiant les oiseaux, les mammifères marins et les plantes.

### Troisième expédition
La troisième expédition de Parry en 1824 et 1825, qui utilise les deux mêmes navires, est un désastre, car la navigation est particulièrement difficile, retardant la progression vers l'Ouest. Au premier hiver, ils atteignent la crique du Prince Regent. Henry Parkyns Hoppner commande le HMS Fury dont Ross est le second. Ce dernier navire s'échoue après avoir été bloqué par les glaces le 1er août sur l'île Somerset à un lieu qui sera baptisé plus tard Fury Beach (la « plage Fury »). Une partie des vivres sont récupérées et le reste est laissé sur place afin de servir éventuellement de dépôt pour d'autres expéditions. Parry ne disposant plus que d'un navire est obligé de regagner le Royaume-Uni pour ne pas risquer d'être bloqué un autre hiver, et le 12 octobre 1825 il est en Angleterre.

### Quatrième expédition

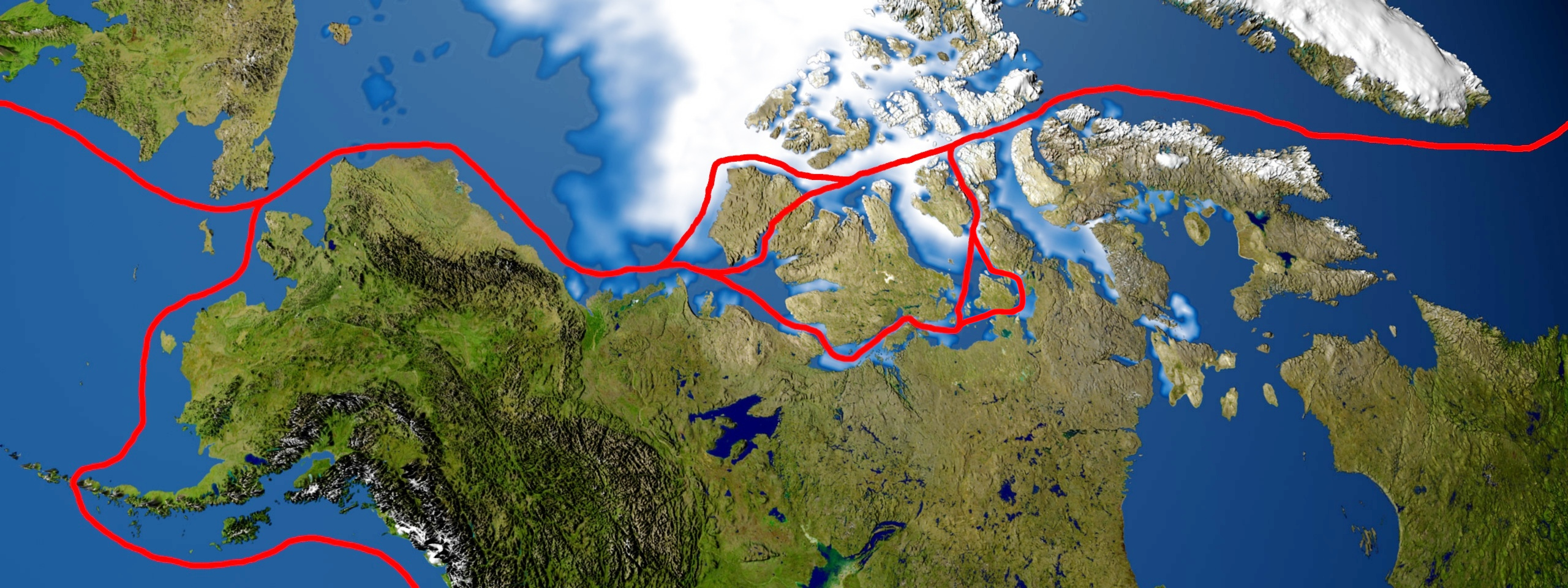
Les routes les plus fréquentées du passage du Nord-Ouest à travers l'archipel arctique canadien. C'est le Norvégien Roald Amundsen qui le premier franchit le passage entre 1903 et 1906 après qu'une expédition britannique eut prouvé l'existence du passage.

Parry organise une dernière expédition qui, cette fois-ci n'a pas pour but la recherche du passage du Nord-Ouest, mais celle d'atteindre le pôle Nord. Ross est alors fait second de Parry. Ross l'accompagne une dernière fois. Depuis le Nord-Ouest du Svalbard, l'expédition doit utiliser des canots en les faisant glisser sur des traîneaux jusqu'à l'espérée et mythique mer polaire ouverte.
Le 4 mars 1827, le HMS Hecla fait route et au 21 juin, les canots quittent le navire. Après 100 milles de voile, la partie sur glace du voyage commence mais s'avère vite impossible à cause des conditions climatiques désastreuses, d'une charge par homme trop élevée et de la dérive vers le Sud des glaces qui annihile la progression vers le Nord. Parry est rendu temporairement aveugle par la réverbération de la lumière sur la glace et Ross est blessé en se faisant coincer entre un bateau et un morceau de banquise. L'expédition, gravement ralentie n'atteint pas le degré 83 de latitude nord et Parry rebrousse chemin le 26 juillet, démoralisé après avoir découvert qu'en cinq jours ils n'avaient gagné qu'un kilomètre et demi. Néanmoins, la latitude record de 82°45' atteinte tiendra jusqu'en 1875, bien qu'étant à environ 500 milles du pôle. Le 6 octobre 1827, Ross a ramené le navire dans la Tamise après que Parry l'eut quitté aux Orcades.
À l'issue de ce dernier voyage, William Edward Parry prendra sa retraite militaire peu après pour devenir hydrographe,.

## Toponymie
Ont été nommés en son honneur :
- Le cratère Parry sur la Lune.
- Les îles Parry, dans l'archipel arctique canadien, rebaptisées, en 1953, îles de la Reine-Élisabeth.